# Stazione di Abbazia-Mattuglie
La stazione di Abbazia-Mattuglie (in croato Opatija-Matulji) è una stazione ferroviaria sulla linea San Pietro del Carso–Fiume; posta nel centro abitato di Mattuglie, serve anche l'importante località turistica di Abbazia.

## Storia
La stazione fu attivata nel 1873, all'apertura della linea San Pietro del Carso–Fiume.
Dopo la prima guerra mondiale, con l'annessione della zona al Regno d'Italia, la stazione passò alle Ferrovie dello Stato italiane, che la denominarono Abbazia-Mattuglie.
Dopo la seconda guerra mondiale la stazione passò alla rete jugoslava, e dal 1991 alla rete croata (Hrvatske željeznice).
Dal 1908 al 1933 la stazione fu capolinea di una tranvia elettrica per Abbazia e Laurana.